# Osteochilus kelabau
Osteochilus kelabau (danh pháp hai phần: Osteochilus kelabau) là một loài cá thuộc chi Cá mè phương nam trong họ Cá chép. Loài cá này sinh sống ở Borneo, Indonesia. Con đực trưởng thành có thân dài 20 cm.